# Burg Clisson
Die Burg Clisson  (französisch Château de Clisson, bretonisch: Kastell Klison) im bretonischen Ort Clisson ist der Stammsitz des Hauses Clisson.

## Geschichte
Zu Zeiten einer unabhängigen Bretagne war die Höhenburg in Clisson an einer Straßenkreuzung zum Anjou und Poitou eine der wichtigen Grenzanlagen des Herzogtums. Die ersten Herren von Clisson besetzten den Platz wohl zu Beginn des 11. Jahrhunderts, sie werden erstmals 1040 erwähnt. Clisson wurde bald eine mächtige Burg, zu der 23 Pfarreien gehörten.

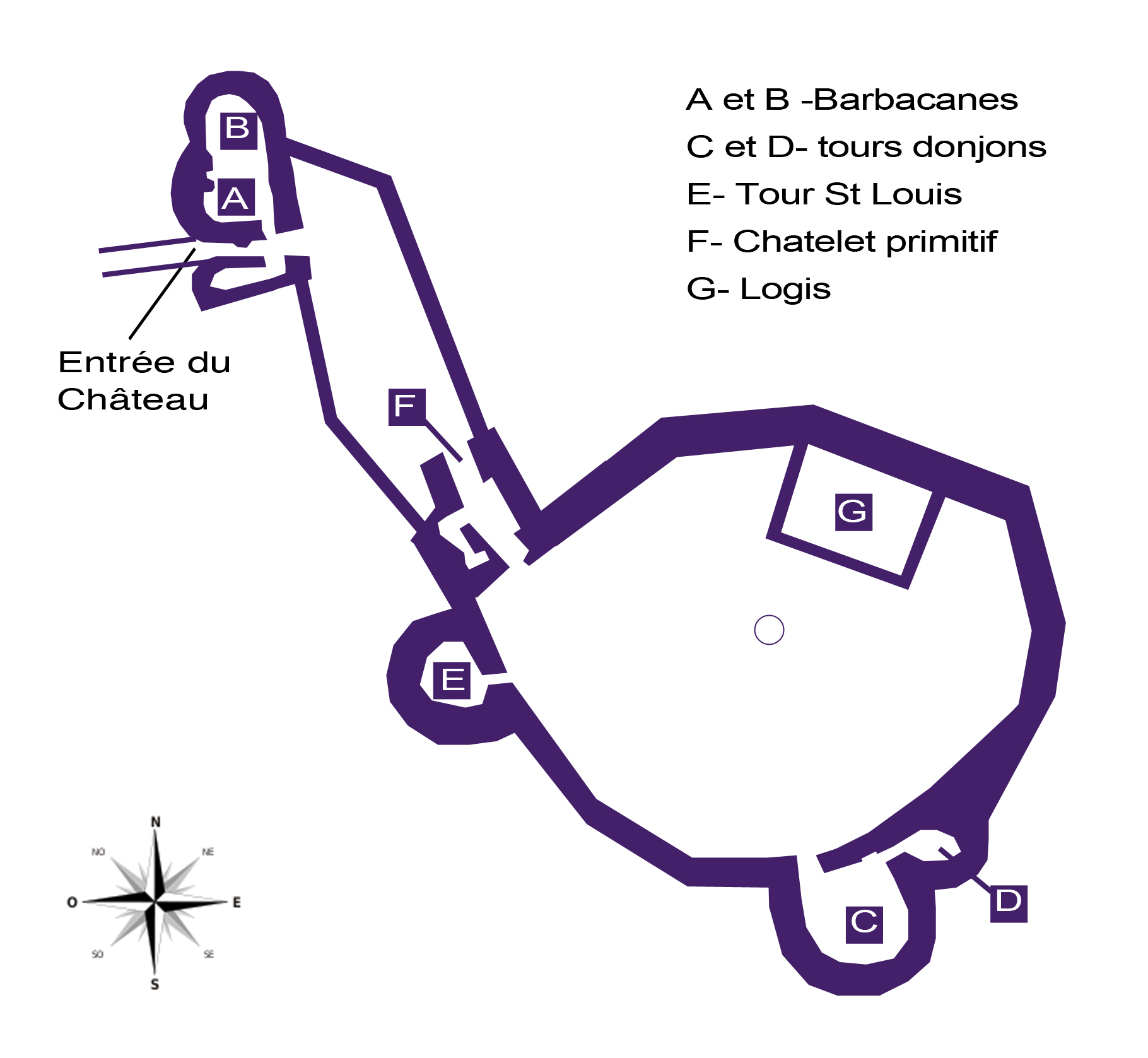
Plan im 13. Jahrhundert

Die größte Teil der heutigen Burganlage datiert aus dem 13. Jahrhundert. Guillaume de Clisson ließ sie auf einem Felssporn oberhalb der Sèvre Nantaise errichten, in Form eines unregelmäßigen Vielecks mit zylindrischen Türmen und vom benachbarten Felsplateau durch einen flachen Graben getrennt. Im 14. Jahrhundert fügte Olivier III. de Clisson das Torhaus in einen großen rechteckigen Donjon ein.
Im 15. Jahrhundert wurden die Verteidigungsanlagen erneuert, um sie für die Artillerie nutzbar zu machen. In der zweiten Hälfte des gleichen Jahrhunderts wurde der Eingang umgebaut und die Kurtine verlängert sowie durch eine Barbakane ergänzt. Zur gleichen Zeit wurde die Burg nach Westen durch einen rechteckigen Hof von fast 100 Metern Länge erweitert, der mit Türmen und Kasematten für die Artillerie versehen wurde.
Nach 1420 ging die Burg in den Besitz der bretonischen Herzöge über. Sie wurde eine der bevorzugten Residenzen des Herzogs Franz II., der hier 1474 Marguerite de Foix heiratete. Er ließ eine zweite Mauer bauen, die ebenfalls mit Türmen für die Artillerie versehen wurde. Um 1590 erforderten die Hugenottenkriege den Bau dreier terrassierter Bastionen an der Südseite. Drei gestaffelte Verteidigungslinien schützen seitdem die Anlage.
Im 17. Jahrhundert stürzten die beiden halbkreisförmigen Türme aus der Gründungszeit der Burg ein. Bis in diese Zeit war sie die Residenz der Familie Avaugour, der Nachkommen von François I. d’Avaugour, einem unehelichen Sohn des Herzogs Franz II. 
Während des Vendeeraufstands wurden Stadt und Burg durch die Soldaten Jean-Baptiste Klébers niedergebrannt. 1807 kaufte François-Frédéric Lemot die Burg mit dem Ziel, sie zu erhalten.